# وائل (اسم)
وائل هو اسم علم مذكر من أصل عربي، ومعناه هو من الفعل وأل لجأ، والموئل الملجأ اللائذ اللاجئ من الإيلة العشيرة.

## شخصيات تحمل الاسم
- وائل الحلقي (سياسي سوري ورئيس مجلس الوزراء سابقاً، 1964 – )
- وائل الشهري (31 يوليو 1973 – 11 سبتمبر 2001)
- وائل جلوز (لاعب كرة يد تونسي، 3 مايو 1991[3] – )
- وائل جمعة (لاعب، 3 أغسطس 1975 – )
- وائل حلاق (1955[4][5] – )
- وائل زعيتر (2 يناير 1934 – 16 أكتوبر 1972)
- وائل عباس (14 نوفمبر 1974 – )
- وائل عيان (لاعب كرة قدم سوري، 13 يونيو 1985 – )
- وائل غنيم (عالِم حاسوب مصري، 23 ديسمبر 1980 – )
- وائل كفوري (مغني لبناني، 14 سبتمبر 1974 – )

## وصلات خارجية
- موسوعة السلطان قابوس لأسماء العرب